# Mut-Aškur
Mut-Aškur (Mut-Aschkur, Mut-Askur) war ein Sohn des assyrischen Königs Išme-Dagan I. Nach der assyrischen Königsliste war Aššur-dugul der Nachfolger von Išme-Dagan. VAT 9812 dagegen nennt Mut-Aškur und nach ihm Re-mu-[x], die beide nicht in den anderen Listen auftauchen. Benno Landsberger nimmt sogar noch einen dritten König nach Re-mu-[x] an, dessen Name nicht erhalten ist. Urkunden aus Mari bestätigen vielleicht die Regierung von Mut-Aškur.
Gasche et al. nehmen dagegen an, dass Mut-Aškur und seine Nachfolger nur Ekallatum, nicht aber Aššur beherrschten, vielleicht parallel mit Aššur-dugul und seinen Nachfolgern. Mut-Aškur wurde vielleicht durch Atumrum, eine Marionette Elams, auf den Thron gebracht. Seine Thronbesteigung fällt in das 31.–33. Regierungsjahr Hammurapis. Das entspricht nach mittlerer Chronologie etwa 1760 v. Chr.
Er und Re-mu-[x] regierten 29 Jahre, Reade setzt sie in seiner revidierten Chronologie von 1668 bis 1640 an.